# Ду Цинлинь
Ду Цинли́нь (род. в ноябре 1946, уезд Паньши, провинция Гирин), 1-й заместитель председателя Всекитайского комитета Народного политического консультативного совета Китая (ВК НПКСК), секретарь ЦК КПК с 2012 года.
Член КПК с марта 1966 года, член ЦК 15—18 созывов (кандидат 14 созыва), секретарь ЦК 18 созыва. Член ВК НПКСК 6 созыва. Депутат ВСНП 8-го и 9-го созывов.

## Биография
По национальности хань.
Трудовую деятельность начал в 1964 году.
В 1966—1968 сотрудник орготдела Гиринского горкома КПК.
В 1968—1978 годах на партработе на First Automotive Works.
В 1978—1984 на комсомольской работе в пров. Гирин.
В 1981-84 проходил дистанционное политобучение в Северо-Восточном педагогическом университете (г. Чанчунь, пров. Гирин).
В 1984—1985 замглавы Чанчуньского горкома КПК, в 1985—1988 гг. член посткома и заворготделом парткома пров. Гирин, в 1988—1992 гг. заместитель главы парткома провинции Гирин.
В 1989—1992 годах прошёл дистанционное обучение на юрфаке Цзилиньского университета. С марта по май 1990 года обучался в ЦПШ.
В 1994—1996 обучался в аспирантуре колледжа экономики и управления Цзилиньского университета, магистр экономики.
В 1993—2001 председатель Посткома Собрания народных представителей пров. Хайнань.
С 1992 г. замглавы, в 1998—2001 гг. глава парткома пров. Хайнань.
В 2001—2006 министр сельского хозяйства.
В 2006—2007 глава парткома пров. Сычуань (Юго-Западный Китай).
В 2007—2012 годах заведующий Отделом единого фронта ЦК КПК.
С 2008 года заместитель председателя Всекитайского комитета Народного политического консультативного совета Китая (ВК НПКСК), по избранию руководства ВК НПКСК 11-го созыва (2008) в ряду заместителей председателя ВК НПКСК указывался третьим — после Ван Гана и Ляо Хуэй, по избранию руководства ВК НПКСК 12-го созыва (2013) в списке заместителей председателя указан первым.
Некоторые источники причисляют его к сторонникам бывшего генсека ЦК КПК Цзян Цзэминя.
По формулировке «The Epoch Times», с его смещением с должности завотделом единого фронта «фракция Цзяна потеряла свой последний бастион реальной власти в КПК».